# Hülsen (Nächstebreck)
Hülsen ist eine freistehende Ortslage im Norden der bergischen Großstadt Wuppertal.

## Lage und Beschreibung
Die Ortslage liegt auf einer Höhe von 276 m ü. NHN auf der Wasserscheide der Flusssysteme der Wupper und der Ruhr südlich der Bundesautobahn 46. Sie befindet sich im Wohnquartier Nächstebreck-Ost (Stadtbezirk Oberbarmen) nahe der Grenze zum Sprockhöveler Ortsteil Gennebreck. Östlich liegt der tiefe Einschnitt des Südportals des Scheetunnels der stillgelegten Bahnstrecke Wuppertal-Wichlinghausen–Hattingen.
Nördlich liegen jenseits der Autobahn die Ortslagen Mollenkotten, Berghausstraße und Alteschmiede, östlich Kattenbreuken und Hasenkamp, südlich an der gleichen Verbindungsstraße wie Hülsen die Ortslagen Holtkamp und Falkenrath und westlich Nächstebrecker Busch.
Der Wuppertaler Rundweg führt an Hülsen vorbei.

## Geschichte und Etymologie
Der Kotten Hülsen, der auf der Preußischen Uraufnahme von 1840 als In den Hülsen bezeichnet wird, leitet sich von der Bezeichnung Stechhülsen für Stechpalmen (Ilex) ab. Der Kotten lag also inmitten eines Gebietes, in dem als Vegetation in der Unterschicht Stechpalmen dominierten.
Hülsen war ein Pachtkotten des Gennebrecker Hofs Frielinghausen.
Hülsen gehörte in der frühen Neuzeit zum Gogerichtsbezirk Schwelm im Amt Wetter der Grafen von der Mark. Kirchenrechtlich lag es im Kirchspiel Schwelm. Von 1807 bis 1814 war der Ort aufgrund der französischen Besetzung und den sich anschließenden Kommunalreformen Teil der Landgemeinde Gennebreck innerhalb der neu gegründeten Mairie Hasslinghausen im Arrondissement Hagen im Département Ruhr des Großherzogtums Berg, die nach dem Rückzug der Franzosen 1813 unter Preußen zur Bürgermeisterei Haßlinghausen (ab 1844 Amt Haßlinghausen) im Landkreis Hagen (ab 1897 Kreis Schwelm, ab 1929 Ennepe-Ruhr-Kreis) umgewandelt wurde.
Das Gemeindelexikon für die Provinz Westfalen gibt 1885 für Hülsen eine Zahl von sieben Einwohnern an, die in einem Wohnhaus lebten. 1895 besitzt der Ort ein Wohnhaus mit sechs Einwohnern, ebenso 1905.
Mit der Kommunalreform von 1929 wurde der südliche Teil von Gennebreck mit Hülsen abgespalten und in die neu gegründete Stadt Wuppertal eingemeindet.